# Anoteropsis litoralis
Anoteropsis litoralis là một loài nhện trong họ Lycosidae.
Loài này thuộc chi Anoteropsis. Anoteropsis litoralis được Cor J. Vink miêu tả năm 2002.